# Captain Cook
Captain Cook és una concentració de població designada pel cens dels Estats Units a l'estat de Hawaii. Segons el cens del 2000 tenia 3.206 habitants.

## Demografia
Segons el cens del 2000, Captain Cook tenia 3.206 habitants, 1.152 habitatges, i 822 famílies La densitat de població era de 101,78 habitants per km².
Dels 1.152 habitatges en un 30,9% hi vivien nens de menys de 18 anys, en un 52,5% hi vivien parelles casades, en un 12,4% dones solteres, i en un 28,6% no eren unitats familiars. En el 21,4% dels habitatges hi vivien persones soles el 9,4% de les quals corresponia a persones de 65 anys o més que vivien soles. El nombre mitjà de persones vivint en cada habitatge era de 2,78 i el nombre mitjà de persones que vivien en cada família era de 3,24.
Per edats la població es repartia de la següent manera: un 26,2% tenia menys de 18 anys, un 6,8% entre 18 i 24, un 22,6% entre 25 i 44, un 29,8% de 45 a 64 i un 14,6% 65 anys o més.
L'edat mediana era de 41,7 anys. Per cada 100 dones hi havia 103,68 homes. Per cada 100 dones de 18 o més anys hi havia 98,16 homes.
La renda mediana per habitatge era de 47.644 $ i la renda mediana per família de 60.179 $. Els homes tenien una renda mediana de 36.250 $ mentre que les dones 27.155 $. La renda per capita de la població era de 21.237 $. Aproximadament el 5,4% de les famílies i el 8,5% de la població estaven per davall del llindar de pobresa.

## Poblacions properes
El següent diagrama mostra les poblacions més properes.